# Gollania bartramiophila
Gollania bartramiophila är en bladmossart som beskrevs av Brotherus och Jean Édouard Gabriel Narcisse Paris 1909. Gollania bartramiophila ingår i släktet Gollania och familjen Hypnaceae. Inga underarter finns listade i Catalogue of Life.